# 鶴沙航城駅
鶴沙航城駅（かくさこうじょうえき）は、中華人民共和国上海市浦東新区にある上海軌道交通16号線の駅である。

## 駅構造
相対式ホーム2面2線を有する高架駅。

## 歴史
- 2013年12月29日 - 開業。

## 隣の駅
上海地下鉄
■16号線普通
周浦東駅 - 鶴沙航城駅 - 航頭東駅